# Neckeropsis beccariana
Neckeropsis beccariana là một loài Rêu trong họ Neckeraceae. Loài này được (Hampe) Touw miêu tả khoa học đầu tiên năm 1987.